# Sto dnů
Sto dnů nebo také Napoleonových sto dnů (francouzsky les Cent-Jours) je období mezi Napoleonovým příchodem z exilu na Elbě do Paříže 20. března 1815 a 8. červencem 1815, kdy se Ludvík XVIII. podruhé vrátil na trůn. Spojení les Cent-Jours použil poprvé pařížský prefekt ve své uvítací řeči k Ludvíku XVIII. Během sto dnů bylo krátce obnoveno císařství až do Napoleonovy abdikace po porážce v bitvě u Waterloo a následujícím zrušení císařství silami sedmé koalice. Proto je zpětně označováno jako stodenní císařství. Vlády ve Francii se poté ujali Velkou francouzskou revolucí sesazení Bourboni. Napoleonské války skončily.

## Chronologie
| Datum         | Přehled nejvýznamnějších událostí |
| ------------- | --- |
| 26. února     | Napoleon utekl z Elby. |
| 1. března     | Napoleon přistál s lodí poblíž města Antibes. |
| 13. března    | Velmoci zasedající na Vídeňském kongresu prohlásily Napoleona zločincem. |
| 14. března    | Maršál Ney, který předtím prohlásil, že Napoleon by měl být přivezen do Paříže v železné kleci, přeběhl společně s 6000 muži na Napoleonovu stranu. |
| 15. března    | Poté, co k němu došly zprávy o Napoleonově útěku, neapolský král a Napoleonův švagr Joachim Murat vyhlásil ve snaze podržet si trůn válku Rakousku. |
| 19. března    | Ludvík XVIII. utekl z Paříže. |
| 20. března    | Napoleon vstoupil do Paříže – začátek stodenního císařství. |
| 25. března    | Spojené království, Rusko, Rakousko a Prusko, členové sedmé koalice, se každý zavázali k postavení armády o síle 150 tisíc mužů, aby podruhé zbavili Napoleona trůnu. |
| 9. dubna      | Významný moment takzvané neapolské války, kdy se Murat pokusil překročit řeku Pád. Byl však poražen v bitvě u Occhiobella a po zbytek konfliktu byly jednotky Neapolského království na ústupu.                                                                                |
| 3. května     | Rakouské jednotky pod vedením generála Bianchiho rozhodně porazily Murata v bitvě u Tolentina. |
| 20. května    | Neapolské království uzavřelo mírovou smlouvu z Casalanzy poté, co Murat utekl na Korsiku a jeho generálové požádali o zahájení mírových jednání. |
| 23. května    | Původní neapolský král Ferdinand IV. se znovu ujal moci v Neapolském království. |
| 15. června    | Francouzská Severní armáda překročila hranice do Spojeného Nizozemí (na území dnešní Belgie). |
| 16. června    | Napoleon I. porazil polního maršála Blüchera v bitvě u Ligny. Zároveň maršál Ney svedl nerozhodnou bitvu u Quatre Bras s vévodou z Wellingtonu. |
| 18. června    | V bitvě u Waterloo spojené armády Wellingtona a Blüchera za cenu velkých ztrát těsně zvítězily nad Napoleonovou Severní armádou. V tu samou dobu probíhala také bitva u Wavre, a to až do následujícího dne, kdy maršál Grouchy zvítězil nad generálem Johannem von Thielmann. |
| 21. června    | Napoleon I. přibyl nazpět do Paříže. |
| 22. června    | Napoleon I. abdikoval ve prospěch svého syna Napoleona II. |
| 29. června    | Napoleon I. opustil Paříž a vydal se do západní Francie. |
| 3. července   | Francie požádala po bitvě u Issy o uzavření příměří. Dohoda ze St. Cloud (kapitulace Paříže) ukončila válečný stav mezi Francií a armádami pod vedením Blüchera a Wellingtona.                                                                                                 |
| 7. července   | Pruské jednotky pod vedením hraběte von Zietena vstoupily do Paříže. |
| 8. července   | Ludvík XVIII. byl znovu dosazen na francouzský trůn – konec stodenního císařství. |
| 15. července  | Napoleon I. se vzdal kapitánu Maitlandovi velícímu lodi HMS Bellerophon. |
| 13. října     | Joachim Murat byl popraven v Pizzo poté, co se zde pět dní před tím vylodil s cílem získat nazpět své království. |
| 16. října     | Napoleon poslán do exilu na Svatou Helenu. |
| 20. listopadu | V Paříži byla podepsána mírová smlouva. |
| 7. prosince   | Maršál Ney je zastřelen popravčí četou po odsouzení sněmovnou pairů v Paříži poblíž Lucemburské zahrady. |